# 風致公園
風致公園（ふうちこうえん）とは、都市計画法上の都市施設、都市公園法上の都市公園である特殊公園の一種。

## 概要
風致公園は、特殊公園のうち、主として風致（自然の風景などのおもむき、味わい）の享受の用に供することを目的とする都市公園であり、樹林地、湖沼海浜等の良好な自然的環境を形成する土地を選定し、配置されたものをいう。他の特殊公園としては、動物公園、植物公園、歴史公園、墓園がある。
地方公共団体が設置、管理するが、2003年の地方自治法の改正により、指定管理者による管理へ移行が進んでいる。

## 自然公園との対比
自然公園法による国立公園、国定公園、都道府県立自然公園は、土地の権原にかかわらず、その指定区域内の風致を維持するための厳しい制限を行う一方、公園利用拠点を指定し公園利用施設を設置することによって、「優れた自然の風景地を保護するとともに、その利用の増進を図り、もって国民の保健、休養及び教化に資する（自然公園法第1条）」地域性公園である。それに対して、都市公園である風致公園は、原則として設置者に土地の権限があり、風致の享受の用に供するため、自然地理的条件を活用した修景施設を中心に配置された営造物公園であり、都市施設である。
日本三景である天橋立は、営造物公園である都市公園（風致公園）として設置されている一方、地域性公園である自然公園法による丹後天橋立大江山国定公園に包括指定され、かつ、文化財保護法による特別名勝に指定されている。